# Beamforming
Beamformingul sau filtrarea spațială este o tehnică de procesare a semnalului utilizată în rețelele de senzori pentru transmisia sau recepția direcțională a semnalului. Aceasta se realizează prin combinarea elementelor într-o matrice de antene în așa fel încât semnalele la anumite unghiuri să sufere interferențe constructive, în timp ce altele să sufere interferențe distructive. Tehnica beamforming poate fi utilizată atât la capătul de transmisie, cât și la cel de recepție pentru a obține selectivitatea spațială. Îmbunătățirea în comparație cu recepția/transmisia omnidirecțională este cunoscută sub numele de directivitate a matricei.
Beamforming-ul poate fi folosit atât pentru unde radio cât și sonore. Acesta are numeroase aplicații în radar, sonar, seismologie, rețele wireless, radioastronomie, acustică și biomedicină. Beamforming-ul adaptiv este utilizat pentru a detecta și estima semnalul de interes la ieșirea unei matrici de senzori prin filtrarea spațială optimă (de exemplu, detectarea celor mai mici "pătrate") și respingerea interferențelor.

## Tehnici utilizate
Pentru a schimba direcția matricei la transmitere, un beamformer controlează faza și amplitudinea relativă a semnalului la fiecare transmițător, pentru a crea un model de interferență constructivă și distructivă în frontul de undă (Wavefront⁠(d)). La recepție, informațiile de la diferiți senzori sunt combinate într-un mod în care modelul așteptat de radiație este observat preferențial.
De exemplu, în sonar, pentru a se trimite un puls ascuțit de sunet subacvatic către o navă aflată la distanță, transmiterea simultană a acelui puls ascuțit de la fiecare proiector sonar dintr-o matrice eșuează, deoarece nava va auzi mai întâi pulsul de la difuzorul care este cel mai aproape de navă, apoi pulsează mai târziu de la difuzoare care sunt mai departe de navă. Tehnica beamforming presupune trimiterea pulsurilor de la fiecare proiector la momente ușor diferite (proiectorul cel mai aproape de navă trimițându-l ultimul), astfel încât fiecare puls să lovească nava exact în același timp, producând efectul unui singur puls puternic de la un singur proiector. Aceeași tehnică poate fi efectuată în aer folosind difuzoare sau în radare/rețele radio folosind antene.
În sonarul pasiv, și în recepție în cazul sonarului activ, tehnica beamforming presupune combinarea semnalelor întârziate de la fiecare hidrofon la momente ușor diferite (hidrofonul cel mai apropiat de țintă va fi combinat după cea mai mare întârziere), astfel încât fiecare semnal să ajungă la ieșire în exact același timp, emițând un semnal puternic, ca și cum semnalul ar proveni de la un singur hidrofon foarte sensibil. Beamforming-ul de recepție poate fi folosit și cu microfoane sau cu antene radar.
În cazul sistemelor de bandă îngustă (narrowband), întârzierea este echivalentă cu o „schimbare de fază”, în care, în matricea de antene, fiecare dintre acestea este mutată într-o cantitate ușor diferită. Aceasta se numește o matrice fazată. Un sistem de bandă îngustă, tipic pentru radare, este unul în care lățimea de bandă este doar o mică parte din frecvența centrală. În cazul sistemelor de bandă largă, această aproximare nu mai este valabilă, ceea ce este tipic la sonare.
În beamformer-ul de recepție, semnalul de la fiecare antenă poate fi amplificat cu o „greutate” diferită. Diferite modele de ponderare (de exemplu, Dolph–Chebyshev), pot fi utilizate pentru a obține modelele de sensibilitate dorite. Un lob principal este produs împreună cu nulii și lobii laterali. Precum lățimea lobului principal (beamwidth) și nivelurile lobului lateral, poziția unui nul poate fi, de asemenea, controlată. Acest lucru este util pentru a ignora zgomotul sau bruiajele într-o direcție particulară, în timp ce antenele se ocupă de evenimentele din alte direcții. Un rezultat similar poate fi obținut la transmisie.
Pentru matematica completă legată de direcționarea fasciculelor utilizând deplasări de amplitudine și fază, consultați secțiunea "Matematică" în matrice fazată.
Tehnicile de formare a fasciculului (beamforming) pot fi împărțite în două categorii:
- Beamformere convenționale (fascicule fixe sau comutate).
- Beamformere adaptive sau matrici fazate:
  - Modul de maximizare a semnalului dorit
  - Modul de minimizare sau anulare a semnalului de interferență

Beamformerele convenționale, cum ar fi matricea Butler, utilizează un set fix de ponderi și întârzieri de timp (sau fazări) pentru a combina semnalele de la senzorii din matrice, utilizând în primul rând doar informații legate de locația senzorilor în spațiu și de direcțiile undei de interes. În contrast, tehnicile de beamforming adaptiv (de exemplu, MUSIC, SAMV) combină, în general, aceste informații cu proprietățile semnalelor primite efectiv de matrice, de obicei pentru a îmbunătăți respingerea semnalelor nedorite din alte direcții. Acest proces poate fi efectuat fie în domeniul timpului, fie în al frecvenței.
După cum indică și numele, un beamformer adaptiv este capabil să își adapteze automat răspunsul la diferite situații. În cadrul acestuia, trebuie stabilit un anumit criteriu pentru a permite adaptarea să continue, cum ar fi reducerea la minimum a ieșirii totale de zgomot. Din cauza variației zgomotului cu frecvența, în sistemele cu bandă largă poate fi de dorit să se efectueze procesul în domeniul frecvenței.
Beamforming-ul poate fi intensiv din punct de vedere computațional. Matricea fazată în sonar are o rată de date suficient de scăzută încât să poată fi procesată în timp real într-un software, care este suficient de flexibil pentru a transmite sau recepta în mai multe direcții simultan. În schimb, matricea fazată în radar are o rată de date atât de mare încât necesită, de obicei, o procesare hardware dedicată, care este făcută pentru a transmite sau a primi într-o singură direcție la un moment dat. Cu toate acestea, noile circuite integrate FPGA sunt suficient de rapide pentru a gestiona datele radar în timp real și pot fi reprogramate rapid ca software-ul, estompând distincția hardware/software.

## Cerințele beamformingului utilizat în sonar
Beamformingul utilizat în sonar utilizează o tehnică similară cu beamformingul utilizat pentru radiațiile electromagnetice, dar variază considerabil în detaliile de implementare. Frecvențele utilizate în sonar variază între 1 Hz și 2 MHz, iar elementele de matrice sunt, de obicei, puține și mari, numărul de cazuri în care numărul de elemente este de ordinul sutelor fiind, încă, foarte mic. Acest lucru schimbă în mod semnificativ eforturile de proiectare pentru beamformingul pentru sonare între cerințele unor componente ale sistemului precum „front end”  (transductoare, preamplificatoare și digitizoare) și hardware-ul computațional al beamformerului din aval (downstream). Sonarele și camerele acustice de înaltă frecvență, fasciculul focalizat, mai multe elemente de căutare a imaginilor și camerele acustice implementează adesea procesare spațială de ordinul al cincilea care impune procesoarelor solicitări echivalente cu cerințele radarelor Aegis.
Multe sisteme sonar, cum ar fi cele de pe torpile, sunt alcătuite din rețele de până la 100 de elemente care trebuie să realizeze direcționarea fasciculului pe un câmp vizual de 100 de grade și să funcționeze atât în modul activ, cât și în cel pasiv.
Rețelele de sonar sunt utilizate atât în modul activ, cât și pasiv în matrici uni-, bi- și tridimensionale.
- Matricile „de linie” unidimensionale sunt de obicei în sisteme pasive cu mai multe elemente remorcate în spatele navelor și în sonarele cu scanare laterală cu un singur sau mai multe elemente.
- Matricile "planare" bidimensionale sunt comune în sonarele active/pasive montate pe corpul navei și în unele sonare cu scanare laterală.
- Matricile sferice și cilindrice tridimensionale sunt utilizate în „domurile de sonar”, în submarinele și navele moderne.

Sonarul diferă de radar prin faptul că, în unele aplicații, cum ar fi căutarea pe suprafață largă, toate direcțiile trebuie adesea recepționate și, în unele aplicații, difuzate simultan. Prin urmare, este necesar un sistem multibeam (multifasciculă). Într-un receptor sonar de bandă îngustă, fazele fiecărui fascicul pot fi manipulate în întregime printr-un software de procesare a semnalului, în comparație cu sistemele radar actuale care folosesc hardware pentru a „asculta” într-o singură direcție la un moment dat.
Sonarul folosește, de asemenea, beamformingul, pentru a compensa problema semnificativă a vitezei mai lente de propagare a sunetului în comparație cu cea în cazul radiațiilor electromagnetice. În sonarele cu privire laterală, viteza sistemului de remorcare sau a vehiculului care transportă sonarul se mișcă cu o viteză suficientă pentru a muta sonarul în afara câmpului sunetului „ping” care revine. Pe lângă algoritmii de focalizare menționați care trebuie să îmbunătățească recepția, multe sonare cu scanare laterală folosesc și direcția fasciculului pentru a privi înainte și înapoi pentru a „prinde” impulsurile primite care ar fi fost ratate de un singur fascicul lateral.

## Scheme
- Un beamformer convențional poate fi un beamformer simplu, cunoscut și sub denumirea de beamformer cu întârziere și sumă. Toate ponderile elementelor antenei pot avea mărimi egale. Beamformerul este direcționat într-o direcție specificată numai prin selectarea fazelor adecvate pentru fiecare antenă. Dacă zgomotul nu este corelat și nu există interferențe direcționale, raportul semnal-zgomot al unui beamformer cu {\displaystyle L} antene care primesc un semnal de puterea {\displaystyle P}, (unde {\displaystyle \sigma _{n}^{2}} este varianța sau puterea zgomotului), este: {\displaystyle {\frac {1}{\sigma _{n}^{2}}}P\cdot L}
- Un beamformer cu direcție nulă este optimizat pentru a avea răspuns zero în direcția unuia sau mai multor interferenți.
- Un beamformer în domeniul frecvenței tratează fiecare compartiment de frecvență ca un semnal de bandă îngustă, pentru care filtrele sunt coeficienți complecși (adică câștiguri și schimbări de fază), optimizați separat pentru fiecare frecvență.

## Beamformerul evoluat
Tehnica de beamforming cu întârziere și sumă utilizează mai multe microfoane pentru a localiza sursele de sunet. Un dezavantaj al acestei tehnici este că ajustările poziției sau ale numărului de microfoane modifică performanța beamformerului în mod neliniar. În plus, datorită numărului de combinații posibile, este dificil din punct de vedere computațional să fie găsită cea mai bună configurație. Una dintre tehnicile de rezolvare a acestei probleme este utilizarea algoritmilor genetici. Un astfel de algoritm caută configurația matricei de microfoane care furnizează cel mai mare raport semnal-zgomot pentru fiecare orientare direcționată. Experimentele au arătat că un astfel de algoritm ar putea găsi cea mai bună configurație a unui spațiu de căutare restrâns care cuprinde în jur de 33 de milioane de soluții în câteva secunde în loc de zile.

## Istoria beamformingului în standardele rețelelor wireless
Tehnicile de beamforming utilizate în standardele rețelelor de telefonie mobilă au avansat de-a lungul generațiilor pentru a utiliza sisteme mai complexe, pentru a obține celule cu densitate mai mare și cu un randament mai mare.
- Mod pasiv: soluții (aproape) nestandardizate:
  - Wideband Code Division Multiple Access (WCDMA) acceptă beamformingul bazat pe direcția de sosire (DOA).
- Mod activ: soluții standardizate obligatorii
  - 2G – Selectarea antenei de transmisie ca beamforming elementar[3]
  - 3G – WCDMA: beamforming de tip matrice de antene de transmisie (TxAA)[necesită citare]
  - 3G evoluat – LTE/UMB: beamforming bazat pe precodare cu multiple input multiple output (MIMO) și cu space-division multiple access (SDMA)[necesită citare]
  - Dincolo de 3G (4G, 5G...) – Soluții mai avansate de beamforming pentru a sprijini SDMA, cum ar fi beamforming în buclă închisă și beamforming multidimensional

Un număr mare de dispozitive Wi-Fi 802.11ac (Wi-Fi 5 și ulterioare) cu capacitate MIMO acceaptă beamforming pentru a spori ratele de comunicație a datelor.

## Tipuri de operare: digital, analogic și hibrid
Pentru a recepționa (dar nu și a transmite), există o distincție între beamformingul analogic și cel digital. De exemplu, dacă există 100 de elemente de senzor, abordarea „beamforming digital” presupune ca fiecare dintre cele 100 de semnale să treacă printr-un convertor analogic-digital pentru a crea 100 de fluxuri de date digitale. Apoi, aceste fluxuri de date sunt adunate digital, cu factori de scară corespunzători sau cu schimbări de fază, pentru a obține semnalele compozite. În schimb, abordarea „beamforming analogic” presupune preluarea celor 100 de semnale analogice, scalarea sau schimbarea de fază a acestora folosind metode analogice, însumarea acestora și, de obicei, digitizarea fluxului de date de ieșire unică.
Beamformingul digital are avantajul că fluxurile digitale de date (100 în acest exemplu) pot fi manipulate și combinate în mai multe moduri posibile în paralel, pentru a obține multe semnale de ieșire diferite în paralel. Semnalele din toate direcțiile pot fi măsurate simultan, iar semnalele pot fi integrate pentru o perioadă mai lungă de timp atunci când se studiază obiecte îndepărtate și integrate simultan pentru un timp mai scurt pentru a studia obiectele apropiate care se mișcă rapid și așa mai departe. Acest lucru nu poate fi făcut la fel de eficient pentru beamformingul analogic, nu numai pentru că fiecare combinație de semnal paralel necesită propriul circuit, ci și mai fundamental pentru că datele digitale pot fi copiate perfect, dar datele analogice nu. (Există doar atât de multă putere analogică disponibilă, iar amplificarea adaugă zgomot.) Prin urmare, dacă semnalul analogic recepționat este împărțit și trimis într-un număr mare de circuite de combinare de semnal diferite, acesta poate reduce raportul semnal-zgomot al fiecăruia.
În sistemele de comunicație MIMO cu un număr mare de antene, așa-numitele sisteme Massive MIMO, algoritmii de formare a fasciculului executați la banda de bază digitală pot deveni foarte complecși. În plus, dacă toată formarea fasciculului este realizată în banda de bază, fiecare antenă are nevoie de propria sa alimentare de frecvențe radio. La frecvențe înalte și cu un număr mare de elemente de antenă, acest lucru poate fi foarte costisitor și poate crește ineficiența și complexitatea sistemului. Pentru a remedia aceste probleme, a fost sugerată beamformingul hibrid în cazul în care o parte din formarea fasciculului se realizează folosind componente analogice și nu digitale.
Există multe funcții posibile diferite care pot fi efectuate folosind componente analogice în loc de folosirea unei bande de bază digitale.
Beamformingul, fie realizat digital, fie prin intermediul arhitecturii analogice, a fost recent aplicat în tehnologia integrată de detectare și comunicare. De exemplu, a fost sugerat un beamformer, în situații cum ar fi colectarea de informații despre starea canalului imperfect, pentru a efectua sarcini de comunicare, sau pentru a detecta țintele dintr-o scenă.

## Pentru auzul vorbirii
Beamforming poate fi folosit pentru a se încerca extragerea surselor de sunet dintr-o cameră, cum ar fi multele difuzoare în problema petrecerii cu cocktailuri. Acest lucru necesită ca locațiile difuzoarelor să fie cunoscute în avans, de exemplu prin utilizarea timpului de sosire de la surse la microfoanele din locul respectiv și prin deducerea locațiilor de la distanțe.
În comparație cu telecomunicațiile cu unde purtătoare, sunetul natural conține o varietate de frecvențe. Este avantajos să se separe benzile de frecvență înainte de formarea fasciculului, deoarece frecvențele diferite au filtre optime de beamforming diferite (și, prin urmare, pot fi tratate ca probleme separate, în paralel, și apoi recombinate ulterior). Izolarea corectă a acestor benzi implică bănci de filtre specializate non-standard. În contrast, de exemplu, filtrele standard de benzi cu transformare Fourier rapidă (FFT) presupun implicit că singurele frecvențe prezente în semnal sunt armonicile exacte;  frecvențele care se află între aceste armonice vor activa de obicei toate canalele FFT (ceea ce nu este ceea ce se dorește într-o analiză a formei fasciculului). În schimb, filtrele pot fi proiectate în care numai frecvențele locale sunt detectate de fiecare canal(în timp ce se păstrează proprietatea de recombinare pentru a putea reconstrui semnalul original), iar acestea sunt de obicei non-ortogonale, spre deosebire de baza unor FFT.